# Горохолинська
Горохолинська — гора в Україні, в Передкарпатській височинній області Івано-Франківської області поблизу села Горохолина.

## Опис
Висота становить 438,7 метрів.
Назва утворена за допомогою суфікса -ськ(а) від ойконіма — найменування села Горохолина, на території якого височіє гора.